# Relax, Take It Easy
Relax, Take It Easy is de debuutsingle van Mika, afkomstig van zijn album Life In Cartoon Motion. Bij de eerste release in 2006 flopte het nummer zonder in de hitlijsten te hebben gestaan. Na het succes van de single Grace Kelly in 2007 kwam ook Relax, Take It Easy weer in beeld. Het nummer maakt gebruik van de melodie van het nummer (I Just) Died In Your Arms van Cutting Crew.
Relax, Take It Easy bereikte in veel landen een toppositie in de hitparade. In de Single Top 100 stond het op 18 augustus 2007 twee weken op nr. 1. Op 15 september 2007 kwam het nummer twee weken terug op de eerste plaats. In totaal stond de single 30 weken genoteerd in de verkooplijst. In de Mega Top 50 stond het 9 weken op de eerste plaats en in de Nederlandse Top 40 stond het nummer vanaf eind augustus zeven weken bovenaan. Bovendien werd het verkozen tot Alarmschijf bij Radio 538 en is het Megahit geweest bij 3FM. In de Vlaamse hitparade stond Relax, Take It Easy 38 weken genoteerd.

## Tracklist
7" vinyl
1. A. "Relax, Take It Easy"
2. B. "Billy Brown"

12" vinyl
1. A1. "Relax, Take It Easy (Ashley Beedle's Castro Vocal Mix)"
2. B1. "Relax, Take It Easy (Ashley Beedle's Dub Discomix)"
3. B2. "Relax, Take It Easy (Original Mix)"

## Hitnotering
| "Relax, Take It Easy" in de Nederlandse Top 40 - binnen 21 juli 2007 | "Relax, Take It Easy" in de Nederlandse Top 40 - binnen 21 juli 2007 | "Relax, Take It Easy" in de Nederlandse Top 40 - binnen 21 juli 2007 | "Relax, Take It Easy" in de Nederlandse Top 40 - binnen 21 juli 2007 | "Relax, Take It Easy" in de Nederlandse Top 40 - binnen 21 juli 2007 | "Relax, Take It Easy" in de Nederlandse Top 40 - binnen 21 juli 2007 | "Relax, Take It Easy" in de Nederlandse Top 40 - binnen 21 juli 2007 | "Relax, Take It Easy" in de Nederlandse Top 40 - binnen 21 juli 2007 | "Relax, Take It Easy" in de Nederlandse Top 40 - binnen 21 juli 2007 | "Relax, Take It Easy" in de Nederlandse Top 40 - binnen 21 juli 2007 | "Relax, Take It Easy" in de Nederlandse Top 40 - binnen 21 juli 2007 | "Relax, Take It Easy" in de Nederlandse Top 40 - binnen 21 juli 2007 | "Relax, Take It Easy" in de Nederlandse Top 40 - binnen 21 juli 2007 | "Relax, Take It Easy" in de Nederlandse Top 40 - binnen 21 juli 2007 | "Relax, Take It Easy" in de Nederlandse Top 40 - binnen 21 juli 2007 | "Relax, Take It Easy" in de Nederlandse Top 40 - binnen 21 juli 2007 | "Relax, Take It Easy" in de Nederlandse Top 40 - binnen 21 juli 2007 | "Relax, Take It Easy" in de Nederlandse Top 40 - binnen 21 juli 2007 | "Relax, Take It Easy" in de Nederlandse Top 40 - binnen 21 juli 2007 | "Relax, Take It Easy" in de Nederlandse Top 40 - binnen 21 juli 2007 |
| Week                                                                 | 1                                                                    | 2                                                                    | 3                                                                    | 4                                                                    | 5                                                                    | 6                                                                    | 7                                                                    | 8                                                                    | 9                                                                    | 10                                                                   | 11                                                                   | 12                                                                   | 13                                                                   | 14                                                                   | 15                                                                   | 16                                                                   | 17                                                                   | 18                                                                   |                                                                      |
| -------------------------------------------------------------------- | -------------------------------------------------------------------- | -------------------------------------------------------------------- | -------------------------------------------------------------------- | -------------------------------------------------------------------- | -------------------------------------------------------------------- | -------------------------------------------------------------------- | -------------------------------------------------------------------- | -------------------------------------------------------------------- | -------------------------------------------------------------------- | -------------------------------------------------------------------- | -------------------------------------------------------------------- | -------------------------------------------------------------------- | -------------------------------------------------------------------- | -------------------------------------------------------------------- | -------------------------------------------------------------------- | -------------------------------------------------------------------- | -------------------------------------------------------------------- | -------------------------------------------------------------------- | -------------------------------------------------------------------- |
| Nummer                                                               | 10                                                                   | 8                                                                    | 8                                                                    | 2                                                                    | 2                                                                    | 1                                                                    | 1                                                                    | 1                                                                    | 1                                                                    | 1                                                                    | 1                                                                    | 1                                                                    | 4                                                                    | 6                                                                    | 12                                                                   | 14                                                                   | 22                                                                   | 35                                                                   | uit                                                                  |

| "Relax, Take It Easy" in de Mega Top 50 - binnen 7 juli 2007 | "Relax, Take It Easy" in de Mega Top 50 - binnen 7 juli 2007 | "Relax, Take It Easy" in de Mega Top 50 - binnen 7 juli 2007 | "Relax, Take It Easy" in de Mega Top 50 - binnen 7 juli 2007 | "Relax, Take It Easy" in de Mega Top 50 - binnen 7 juli 2007 | "Relax, Take It Easy" in de Mega Top 50 - binnen 7 juli 2007 | "Relax, Take It Easy" in de Mega Top 50 - binnen 7 juli 2007 | "Relax, Take It Easy" in de Mega Top 50 - binnen 7 juli 2007 | "Relax, Take It Easy" in de Mega Top 50 - binnen 7 juli 2007 | "Relax, Take It Easy" in de Mega Top 50 - binnen 7 juli 2007 | "Relax, Take It Easy" in de Mega Top 50 - binnen 7 juli 2007 | "Relax, Take It Easy" in de Mega Top 50 - binnen 7 juli 2007 | "Relax, Take It Easy" in de Mega Top 50 - binnen 7 juli 2007 | "Relax, Take It Easy" in de Mega Top 50 - binnen 7 juli 2007 | "Relax, Take It Easy" in de Mega Top 50 - binnen 7 juli 2007 | "Relax, Take It Easy" in de Mega Top 50 - binnen 7 juli 2007 | "Relax, Take It Easy" in de Mega Top 50 - binnen 7 juli 2007 | "Relax, Take It Easy" in de Mega Top 50 - binnen 7 juli 2007 | "Relax, Take It Easy" in de Mega Top 50 - binnen 7 juli 2007 | "Relax, Take It Easy" in de Mega Top 50 - binnen 7 juli 2007 | "Relax, Take It Easy" in de Mega Top 50 - binnen 7 juli 2007 | "Relax, Take It Easy" in de Mega Top 50 - binnen 7 juli 2007 | "Relax, Take It Easy" in de Mega Top 50 - binnen 7 juli 2007 | "Relax, Take It Easy" in de Mega Top 50 - binnen 7 juli 2007 | "Relax, Take It Easy" in de Mega Top 50 - binnen 7 juli 2007 | "Relax, Take It Easy" in de Mega Top 50 - binnen 7 juli 2007 | "Relax, Take It Easy" in de Mega Top 50 - binnen 7 juli 2007 | "Relax, Take It Easy" in de Mega Top 50 - binnen 7 juli 2007 | "Relax, Take It Easy" in de Mega Top 50 - binnen 7 juli 2007 |
| Week                                                         | 1                                                            | 2                                                            | 3                                                            | 4                                                            | 5                                                            | 6                                                            | 7                                                            | 8                                                            | 9                                                            | 10                                                           | 11                                                           | 12                                                           | 13                                                           | 14                                                           | 15                                                           | 16                                                           | 17                                                           | 18                                                           | 19                                                           | 20                                                           | 21                                                           | 22                                                           | 23                                                           | 24                                                           | 25                                                           | 26                                                           | 27                                                           |                                                              |
| ------------------------------------------------------------ | ------------------------------------------------------------ | ------------------------------------------------------------ | ------------------------------------------------------------ | ------------------------------------------------------------ | ------------------------------------------------------------ | ------------------------------------------------------------ | ------------------------------------------------------------ | ------------------------------------------------------------ | ------------------------------------------------------------ | ------------------------------------------------------------ | ------------------------------------------------------------ | ------------------------------------------------------------ | ------------------------------------------------------------ | ------------------------------------------------------------ | ------------------------------------------------------------ | ------------------------------------------------------------ | ------------------------------------------------------------ | ------------------------------------------------------------ | ------------------------------------------------------------ | ------------------------------------------------------------ | ------------------------------------------------------------ | ------------------------------------------------------------ | ------------------------------------------------------------ | ------------------------------------------------------------ | ------------------------------------------------------------ | ------------------------------------------------------------ | ------------------------------------------------------------ | ------------------------------------------------------------ |
| Nummer                                                       | 45                                                           | 22                                                           | 5                                                            | 3                                                            | 3                                                            | 1                                                            | 1                                                            | 1                                                            | 1                                                            | 1                                                            | 1                                                            | 1                                                            | 1                                                            | 1                                                            | 4                                                            | 4                                                            | 7                                                            | 17                                                           | 25                                                           | 38                                                           | 49                                                           | 44                                                           | 39                                                           | 40                                                           | 41                                                           | 43                                                           | 49                                                           | uit                                                          |

| "Relax, Take It Easy" in de Single Top 100 - binnen 14 juli 2007 | "Relax, Take It Easy" in de Single Top 100 - binnen 14 juli 2007 | "Relax, Take It Easy" in de Single Top 100 - binnen 14 juli 2007 | "Relax, Take It Easy" in de Single Top 100 - binnen 14 juli 2007 | "Relax, Take It Easy" in de Single Top 100 - binnen 14 juli 2007 | "Relax, Take It Easy" in de Single Top 100 - binnen 14 juli 2007 | "Relax, Take It Easy" in de Single Top 100 - binnen 14 juli 2007 | "Relax, Take It Easy" in de Single Top 100 - binnen 14 juli 2007 | "Relax, Take It Easy" in de Single Top 100 - binnen 14 juli 2007 | "Relax, Take It Easy" in de Single Top 100 - binnen 14 juli 2007 | "Relax, Take It Easy" in de Single Top 100 - binnen 14 juli 2007 | "Relax, Take It Easy" in de Single Top 100 - binnen 14 juli 2007 | "Relax, Take It Easy" in de Single Top 100 - binnen 14 juli 2007 | "Relax, Take It Easy" in de Single Top 100 - binnen 14 juli 2007 | "Relax, Take It Easy" in de Single Top 100 - binnen 14 juli 2007 | "Relax, Take It Easy" in de Single Top 100 - binnen 14 juli 2007 | "Relax, Take It Easy" in de Single Top 100 - binnen 14 juli 2007 | "Relax, Take It Easy" in de Single Top 100 - binnen 14 juli 2007 | "Relax, Take It Easy" in de Single Top 100 - binnen 14 juli 2007 | "Relax, Take It Easy" in de Single Top 100 - binnen 14 juli 2007 | "Relax, Take It Easy" in de Single Top 100 - binnen 14 juli 2007 | "Relax, Take It Easy" in de Single Top 100 - binnen 14 juli 2007 | "Relax, Take It Easy" in de Single Top 100 - binnen 14 juli 2007 | "Relax, Take It Easy" in de Single Top 100 - binnen 14 juli 2007 | "Relax, Take It Easy" in de Single Top 100 - binnen 14 juli 2007 | "Relax, Take It Easy" in de Single Top 100 - binnen 14 juli 2007 | "Relax, Take It Easy" in de Single Top 100 - binnen 14 juli 2007 | "Relax, Take It Easy" in de Single Top 100 - binnen 14 juli 2007 | "Relax, Take It Easy" in de Single Top 100 - binnen 14 juli 2007 | "Relax, Take It Easy" in de Single Top 100 - binnen 14 juli 2007 | "Relax, Take It Easy" in de Single Top 100 - binnen 14 juli 2007 | "Relax, Take It Easy" in de Single Top 100 - binnen 14 juli 2007 |
| Week                                                             | 1                                                                | 2                                                                | 3                                                                | 4                                                                | 5                                                                | 6                                                                | 7                                                                | 8                                                                | 9                                                                | 10                                                               | 11                                                               | 12                                                               | 13                                                               | 14                                                               | 15                                                               | 16                                                               | 17                                                               | 18                                                               | 19                                                               | 20                                                               | 21                                                               | 22                                                               | 23                                                               | 24                                                               | 25                                                               | 26                                                               | 27                                                               | 28                                                               | 29                                                               | 30                                                               |                                                                  |
| ---------------------------------------------------------------- | ---------------------------------------------------------------- | ---------------------------------------------------------------- | ---------------------------------------------------------------- | ---------------------------------------------------------------- | ---------------------------------------------------------------- | ---------------------------------------------------------------- | ---------------------------------------------------------------- | ---------------------------------------------------------------- | ---------------------------------------------------------------- | ---------------------------------------------------------------- | ---------------------------------------------------------------- | ---------------------------------------------------------------- | ---------------------------------------------------------------- | ---------------------------------------------------------------- | ---------------------------------------------------------------- | ---------------------------------------------------------------- | ---------------------------------------------------------------- | ---------------------------------------------------------------- | ---------------------------------------------------------------- | ---------------------------------------------------------------- | ---------------------------------------------------------------- | ---------------------------------------------------------------- | ---------------------------------------------------------------- | ---------------------------------------------------------------- | ---------------------------------------------------------------- | ---------------------------------------------------------------- | ---------------------------------------------------------------- | ---------------------------------------------------------------- | ---------------------------------------------------------------- | ---------------------------------------------------------------- | ---------------------------------------------------------------- |
| Nummer                                                           | 45                                                               | 9                                                                | 4                                                                | 3                                                                | 3                                                                | 1                                                                | 1                                                                | 4                                                                | 2                                                                | 1                                                                | 1                                                                | 2                                                                | 2                                                                | 5                                                                | 9                                                                | 12                                                               | 20                                                               | 23                                                               | 22                                                               | 26                                                               | 24                                                               | 35                                                               | 30                                                               | 36                                                               | 47                                                               | 27                                                               | 28                                                               | 54                                                               | 66                                                               | 82                                                               | uit                                                              |

| "Relax, Take It Easy" in de Ultratop 50 - binnen 26 mei 2007 | "Relax, Take It Easy" in de Ultratop 50 - binnen 26 mei 2007 | "Relax, Take It Easy" in de Ultratop 50 - binnen 26 mei 2007 | "Relax, Take It Easy" in de Ultratop 50 - binnen 26 mei 2007 | "Relax, Take It Easy" in de Ultratop 50 - binnen 26 mei 2007 | "Relax, Take It Easy" in de Ultratop 50 - binnen 26 mei 2007 | "Relax, Take It Easy" in de Ultratop 50 - binnen 26 mei 2007 | "Relax, Take It Easy" in de Ultratop 50 - binnen 26 mei 2007 | "Relax, Take It Easy" in de Ultratop 50 - binnen 26 mei 2007 | "Relax, Take It Easy" in de Ultratop 50 - binnen 26 mei 2007 | "Relax, Take It Easy" in de Ultratop 50 - binnen 26 mei 2007 | "Relax, Take It Easy" in de Ultratop 50 - binnen 26 mei 2007 | "Relax, Take It Easy" in de Ultratop 50 - binnen 26 mei 2007 | "Relax, Take It Easy" in de Ultratop 50 - binnen 26 mei 2007 | "Relax, Take It Easy" in de Ultratop 50 - binnen 26 mei 2007 | "Relax, Take It Easy" in de Ultratop 50 - binnen 26 mei 2007 | "Relax, Take It Easy" in de Ultratop 50 - binnen 26 mei 2007 | "Relax, Take It Easy" in de Ultratop 50 - binnen 26 mei 2007 | "Relax, Take It Easy" in de Ultratop 50 - binnen 26 mei 2007 | "Relax, Take It Easy" in de Ultratop 50 - binnen 26 mei 2007 | "Relax, Take It Easy" in de Ultratop 50 - binnen 26 mei 2007 |
| Week                                                         | 1                                                            | 2                                                            | 3                                                            | 4                                                            | 5                                                            | 6                                                            | 7                                                            | 8                                                            | 9                                                            | 10                                                           | 11                                                           | 12                                                           | 13                                                           | 14                                                           | 15                                                           | 16                                                           | 17                                                           | 18                                                           | 19                                                           | 20                                                           |
| ------------------------------------------------------------ | ------------------------------------------------------------ | ------------------------------------------------------------ | ------------------------------------------------------------ | ------------------------------------------------------------ | ------------------------------------------------------------ | ------------------------------------------------------------ | ------------------------------------------------------------ | ------------------------------------------------------------ | ------------------------------------------------------------ | ------------------------------------------------------------ | ------------------------------------------------------------ | ------------------------------------------------------------ | ------------------------------------------------------------ | ------------------------------------------------------------ | ------------------------------------------------------------ | ------------------------------------------------------------ | ------------------------------------------------------------ | ------------------------------------------------------------ | ------------------------------------------------------------ | ------------------------------------------------------------ |
| Nummer                                                       | 45                                                           | 35                                                           | 36                                                           | 21                                                           | 13                                                           | 4                                                            | 2                                                            | 2                                                            | 2                                                            | 1                                                            | 1                                                            | 2                                                            | 2                                                            | 3                                                            | 4                                                            | 4                                                            | 5                                                            | 6                                                            | 5                                                            | 6                                                            |
| Week                                                         | 21                                                           | 22                                                           | 23                                                           | 24                                                           | 25                                                           | 26                                                           | 27                                                           | 28                                                           | 29                                                           | 30                                                           | 31                                                           | 32                                                           | 33                                                           | 34                                                           | 35                                                           | 36                                                           | 37                                                           | 38                                                           |                                                              |                                                              |
| Nummer                                                       | 7                                                            | 10                                                           | 19                                                           | 26                                                           | 30                                                           | 34                                                           | 39                                                           | 30                                                           | 27                                                           | 37                                                           | 42                                                           | 44                                                           | 42                                                           | 33                                                           | 23                                                           | 33                                                           | 38                                                           | 44                                                           | uit                                                          |                                                              |

### NPO Radio 2 Top 2000
| Nummer met noteringen in de NPO Radio 2 Top 2000 | '07 | '08  | '09 | '10  | '11  | '12  |
| ------------------------------------------------ | --- | ---- | --- | ---- | ---- | ---- |
| Relax, Take It Easy                              | 188 | 1080 | 965 | 1326 | 1885 | 1851 |

1. ↑  Een vetgedrukt getal geeft de hoogste notering aan.
2. ↑  2007 was het eerste jaar met een notering voor dit nummer.
3. ↑  Deze tabel is bijgewerkt tot en met de laatste editie (2024).